# Journal d'un policier
Pour plus de détails, voir Fiche technique et Distribution.
Journal d'un policier (警察日記, Keisatsu nikki) est un film japonais en noir et blanc sorti en 1955, réalisé par Seiji Hisamatsu d'après un roman d'Einosuke Itō.

## Fiche technique
- Titre : Journal d'un policier
- Titre original : 警察日記 (Keisatsu nikki?)
- Réalisation : Seiji Hisamatsu
- Scénario : Ide Toshirō d'après un roman d'Einosuke Itō
- Photographie : Shinsaku Himeda
- Musique : Ikuma Dan
- Décors : Takeo Kimura
- Sociétés de production : Nikkatsu
- Pays d'origine :  Japon
- Langue originale : japonais
- Format : noir et blanc - 1,37:1 - Format 35 mm - son mono
- Genre : drame
- Durée : 110 minutes (métrage : 12 bobines - 3 041 m[1])
- Date de sortie :
  - Japon : 3 février 1955[1]

## Distribution
- Rentarō Mikuni : le policier Hanakawa
- Masao Mishima : Ishiwarai, le chef de la police
- Hisaya Morishige : le policier Yoshii
- Miki Odagiri
- Bokuzen Hidari
- Chōko Iida
- Yūnosuke Itō
- Norihei Miki
- Terumi Niki : Yukiko
- Sadako Sawamura
- Noriko Sengoku
- Joe Shishido : le policier Yabuta
- Haruko Sugimura : Moyo Sugita
- Jun Tatara
- Eijirō Tōno
- Taiji Tonoyama : un policier
- Hisao Toake : un policier

## Récompense
- 1956 : Prix du film Mainichi du meilleur acteur pour Hisaya Morishige[2]